# Åsgårdstrand
Åsgårdstrand är en tätort och stad i Hortens och Tønsbergs kommuner i Vestfold fylke i sydöstra Norge. "Bystatus" (status som stad) erhölls den 1 januari 2010 enligt ett beslut i Hortens kommunfullmäktige. Huruvida denna "status" även gäller tätortsdelen inom Tønsbergs kommun är okänt, men saknar praktisk betydelse. Åsgårdstrand är framför allt känt som hamn och badort.
Orten utgjorde tidigare centralort i dåvarande Åsgårdstrands kommun.

## Personer med anknytning till Åsgårdstrand
- Hans Anton Apeness (1842–1930), trähandlare född i Åsgårdstrand. En gata i Calais är uppkallad efter honom.
- Thorstein Diesen (1894–1962), radioman från Åsgårdstrand
- Jahn Ekenæs (1847–1920), målare bosatt i Åsgårdstrand
- Hans Heyerdahl (1857–1913), målare bosatt i Åsgårdstrand
- Jens Kristensen (född 1975), illustratör född i Åsgårdstrand
- Oda Krohg (1860-1935), målare född i Åsgårdstrand
- Per Krohg (1889–1965), målare född i Åsgårdstrand, son till Oda och Christian Krohg
- Ingerid Paulsen Kuiters (född 1939), bildkonstnär bosatt i Åsgårdstrand
- Svein Døvle Larssen (född 1928), redaktör för Tønsbergs Blad bosatt i Åsgårdstrand
- Edvard Munch (1863–1944), målare med sommarstuga i Åsgårdstrand
- Nils Johan Semb (född 1959), landslagstränare i fotboll för herrar 1998-2003, bosatt i Åsgårdstrand

## Referenser

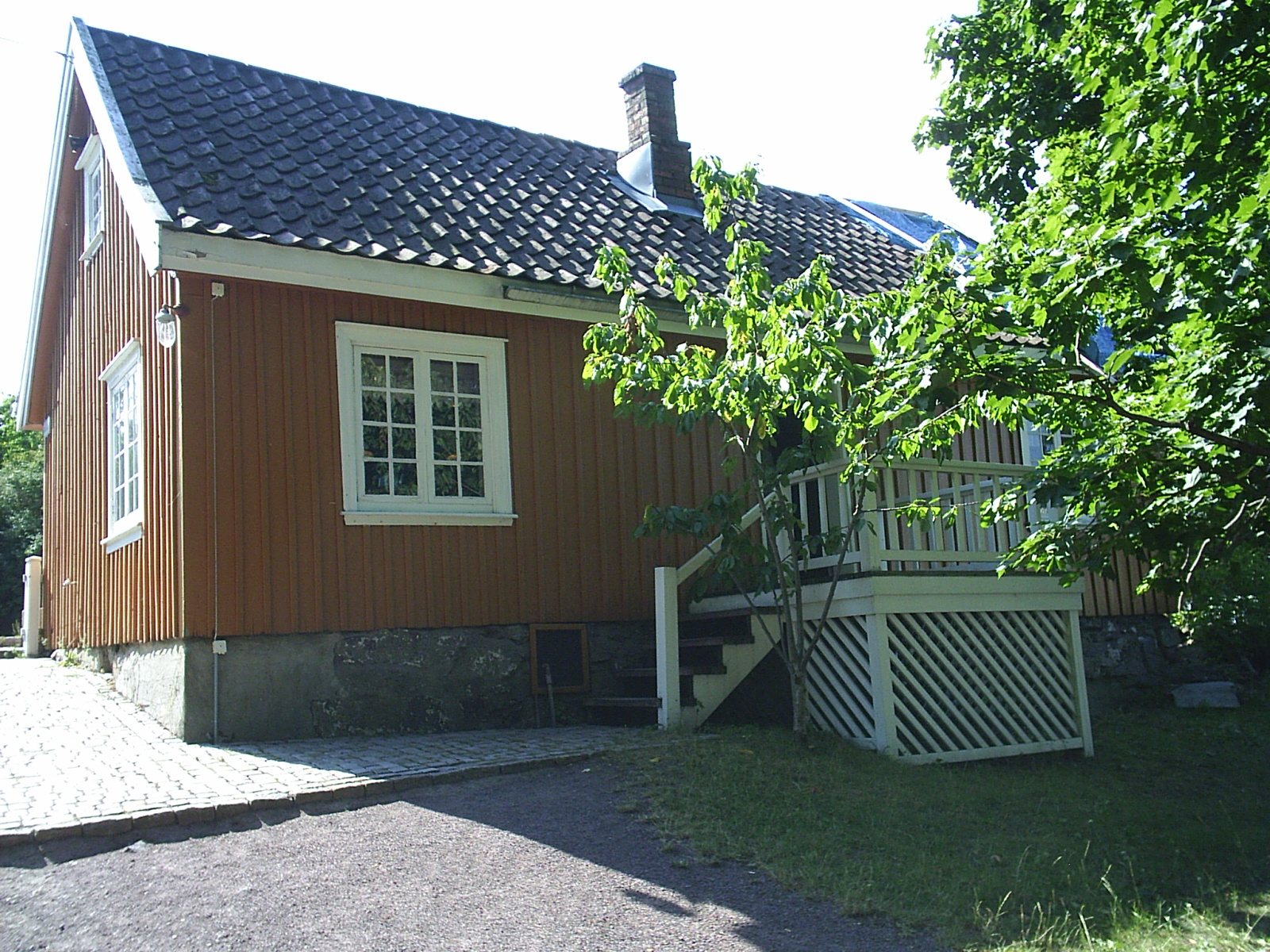
Edvard Munchs hus i Åsgårdstrand är i dag ett litet museum.